# Ивлево (Омская область)
Ивлево — упразднённая деревня в Тарском районе Омской области России. Входила в состав Мартюшевского сельсовета. Упразднена в 1981 году.

## География
Деревня располагалось в 4 км к северо-востоку от села Мартюшево, на реке Малый Колонцас.

## История
Основана в 1865 г. В 1928 году деревня Ивлева состояла из 57 хозяйств, в ней располагалась школа 1-й ступени. В административном отношении входила в состав Мартюшевского сельсовета Знаменского района Тарского округа Сибирского края. До 1951 г. в деревне действовал колхоз имени Куйбышева, затем отделение колхоза имени Разгуляевой. С 1954 г. отделение колхоза имени Маленкова; с1957 г. вновь отделение колхоза имени Разгуляевой. В 1958 г. состояла из 35 дворов, в деревне проживало 50 человек трудоспособного населения. 18 февраля 1981 года решением Тарского райисполкома № 52/2 из списков похозяйственного учета была исключена деревня Ивлево.

## Население
По данным переписи 1926 года в деревне проживало 280 человек (140 мужчин и 140 женщин), основное население — белоруссы.